# Keeper of the Seven Keys Part 2
Albums de Helloween
Keeper of the Seven Keys Part 1
(1987) Live in the U.K.
(1989)
Keeper of the Seven Keys Part 2 est le troisième album studio du groupe de power metal allemand Helloween. C'est le dernier album avec le guitariste Kai Hansen, qui quitte Helloween en 1989 pour former Gamma Ray à la suite de conflits internes au sein du groupe.
L'illustration de la pochette est signée Uwe Karczewski ; les illustrations intérieures sont de Frédéric Moulaert.

## Liste des titres
| No  | Titre                    | Auteur          | Durée |
| --- | ------------------------ | --------------- | ----- |
| 1.  | Invitation               | Michael Weikath | 1:06  |
| 2.  | Eagle Fly Free           | Michael Weikath | 5:08  |
| 3.  | You Always Walk Alone    | Michael Kiske   | 5:09  |
| 4.  | Rise and Fall            | Michael Weikath | 4:22  |
| 5.  | Dr. Stein                | Michael Weikath | 5:03  |
| 6.  | We Got the Right         | Michael Kiske   | 5:07  |
| 7.  | March of Time            | Kai Hansen      | 5:13  |
| 8.  | I Want Out               | Kai Hansen      | 4:39  |
| 9.  | Keeper of the Seven Keys | Michael Weikath | 13:38 |
| 10. | Save Us                  | Kai Hansen      | 5:15  |

## Composition du groupe
- Michael Kiske – chants
- Kai Hansen – guitare
- Michael Weikath – guitare
- Markus Grosskopf – basse
- Ingo Schwichtenberg – batterie